# مایکل جکسون: در جستجوی ناکجاآباد
مایکل جکسون: در جستجوی ناکجاآباد یا مایکل جکسون: در جستجوی نورلند (انگلیسی: Michael Jackson: Searching for Neverland) یک فیلم زندگینامه‌ای آمریکایی است که براساس کتاب سال ۲۰۱۴، به یاد داشته باشید: محافظت از مایکل جکسون در روزهای پایانی، توسط محافظان شخصی جکسون، بیل ویتفیلد و جاون بیرد، نوشته شده است. این فیلم جکسون را در سال‌های پایانی زندگی‌اش نمایش می‌دهد.

## خلاصه داستان
این فیلم، از دیدگاه یکی از محافظان مایکل جکسون، بیل ویتفیلد (با بازی چاد کولمن) روایت می‌شود. در دسامبر ۲۰۰۶ زمانی که جکسون از بحرین بازگشت و اکنون در یک عمارت در لاس وگاس زندگی می‌کند، شروع می‌شود. او نمی‌خواهد پس از حمله پلیس سال‌ها قبل به ناکجاآباد، بازگردد و در عوض قصد دارد ملکی چند میلیون دلاری در لاس وگاس بخرد که آن را «سرزمین عجایب» نامید. اقامتی درست مثل سلین دیون. بیل ویتفیلد می‌گوید: «او [جکسون] سال‌ها بود که کار نکرده بود. او هزاران پول را برای دعاوی حقوقی، هزینه‌های حقوقی، خرید و خانواده خرج کرد. مسئله او پول بود.» این دو محافظ چند ماه است که حقوق نگرفته‌اند. کمی قبل از امضای قرارداد با AEG برای اقامت خود در لندن، جکسون محافظان ملت اسلام را برای محافظت از خود استخدام می‌کند. او سپس تمرینات خود را در لس آنجلس برای اقامت لندن آغاز می‌کند.

## بازیگران
- ناوی در نقش مایکل جکسون
- چاد ال کولمن در نقش بیل ویتفیلد
- سم آدگوک در نقش جاون بیرد
- آیدان هانلون اسمیت در نقش پرنس جکسون
- تایگن برنز در نقش پاریس جکسون
- مایکل مورا در نقش بلانکت جکسون
- ریچارد لاوسون در نقش جو جکسون
- استارلتا دوپویس در نقش کاترین جکسون
- کریستوفر گوردون در نقش رندی جکسون
- ایزابلا هافمن در نقش گرین
- نوندومیسو تیمبل در نقش گریس روارامبا
- کن کولکیت در نقش کنراد موری
- هالی رابینسون پیت در نقش ریمون بین

## توسعه
در ۱۳ ژانویه ۲۰۱۷، لایف‌تایم اعلام کرد که سفارش ساخت یک فیلم بیوگرافی از مایکل جکسون را داده است که بر اساس کتاب «زمان را به خاطر بسپار: محافظت از مایکل جکسون در روزهای پایانی او» ساخته خواهد شد. قرار بود تولید در فوریه در لس آنجلس آغاز شود.

## برخورد
این فیلم در اولین پخش خود، توسط ۲ میلیون بیننده تماشا شد.